# Analyseinstitut
Et analyseinstitut eller meningsmålingsinstitut er en virksomhed, der udfører kvalitative og kvantitative undersøgelser; typisk i form af markedsundersøgelser eller meningsmålinger.
Markedsundersøgelser omfatter bl.a. brugertilfredshedsundersøgelser, mens meningsmålinger typisk omhandler politik eller aktuelle samfundsforhold. Endelig udarbejder analyseinstitutter også undersøgelser for offentlige myndigheder. Traditionelt har analyseinstitutter primært udarbejdet de kvantitative undersøgelser på baggrund af telefoniske interviews, men i løbet af de senere år er foretages stadig flere undersøgelser online via paneler, pop-up skemaer på websites eller emailinvitation til f.eks kunde- eller medlemsdatabaser. Kvalitative undersøgelser foregår hovedsageligt via fokusgrupper og personlige interviews, men bliver også i stigende grad lavet online.
Danmarks største analyseinstitut er TNS Gallup. Andre institutter er Epinion, Ipsos, Voxmeter, Nielsen, GfK, Userneeds, People Research, Wilke, Analyseinstituttet Megafon  og Rambøll samt Analyse Danmark.